# Areni-1 cipő

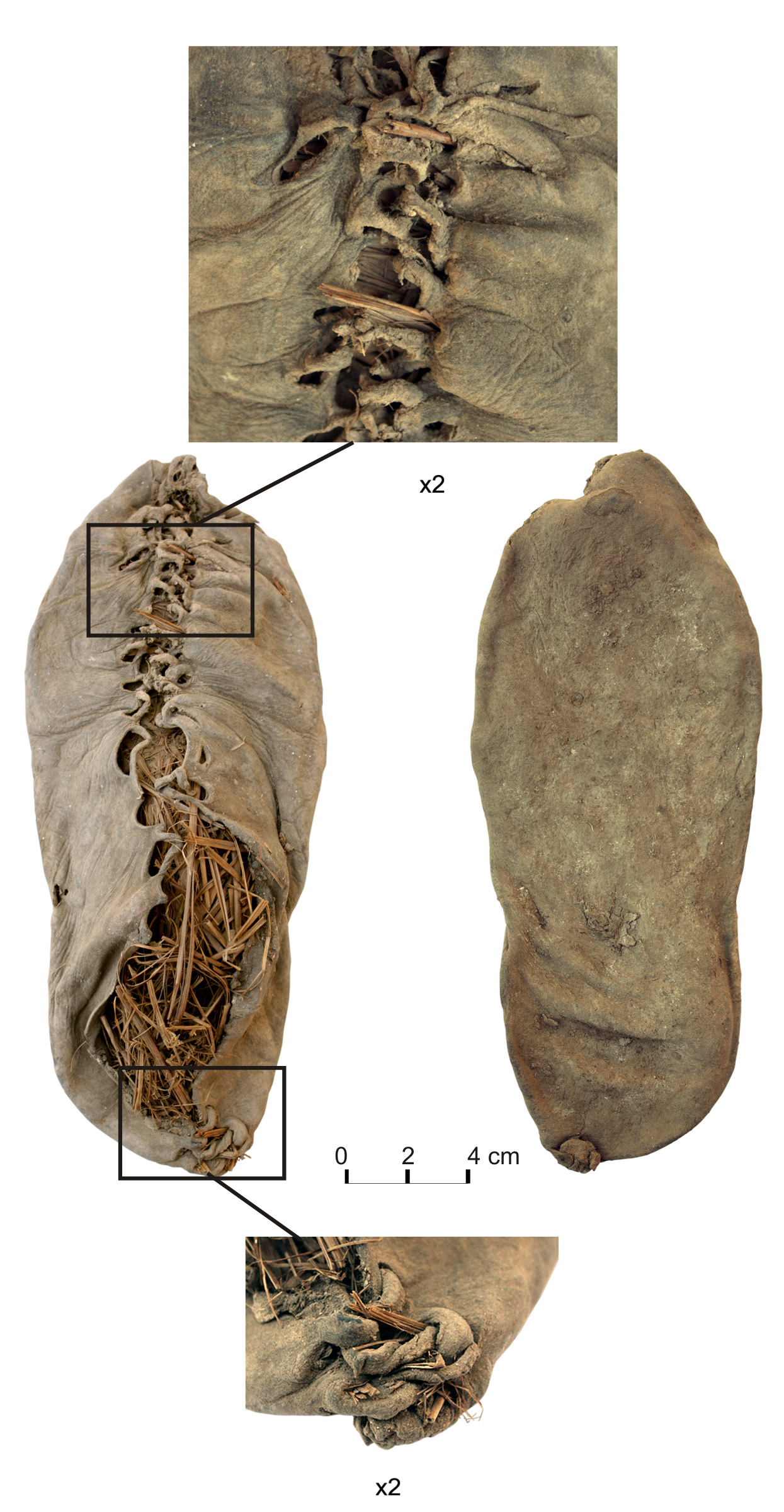
Az Areni-1 cipő

Az Areni-1 cipő egy 5500 éves bőrcipő, amelyet kitűnő állapotban találtak meg 2008-ban, az Örményország Vajoc Dzor tartományában található Areni-1 barlangkomplexumban. Az egy darab bőrből-irhából készült cipőt pár száz évvel korábbra datálták, mint Ötzi, a jégember cipőjét, így ez a ma ismert legrégebbről fennmaradt bőr lábbeli. (A nem bőrből készültek közül a legrégebbi az a 10 000 éves, zsályacserjéből (Artemisia tridentata) készült szandál, amely az oregoni Fort Rock-barlangból került elő az Egyesült Államokban). Az eddigi bizonyítékok alapján az emberiség 40 000–26 000 évvel ezelőtt kezdett el cipőt hordani. A cipőt megtaláló nemzetközi régészcsapatot Borisz Gaszparjan, az Örmény Nemzeti Tudományos Akadémia Régészeti és Néprajzi Intézetének régésze vezette, a projekt társigazgatói az írországi Corki Egyetem munkatársa, Ron Pinhasi és a Kaliforniai Egyetemen dolgozó Gregory Areshian.

## A felfedezés
A cipőt Diana Zardarjan örmény PhD-hallgató fedezte fel az ásatás során, melyen az örmény Régészeti és Néprajzi Intézet régészei, valamint ír és amerikai régészek dolgoztak. A cipőt lefelé fordítva találták egy 45 cm mély és 44–48 cm átmérőjű, kör alakú, tapasztott falú verem mélyén, egy lefelé fordított, törött kalkolitikum kori cserépedény alatt. A közelben találtak egy törött edényt és kecskeszarvakat is. Ugyanezen az ásatási helyszínen került elő a világ legrégebbi bortermelő helye (Areni-1 borászat).
A kutatást a National Geographic Society, a Chitjian Alapítvány, a Gfoeller Alapítvány, a Steinmetz Családi Alapítvány, a Boochever Alapítvány és a Kaliforniai Egyetem Cotsen Régészeti Intézete finanszírozta. A leleteket 2010. június 9-én publikálták a PLoS ONE-ban.

## Elemzés
A cipő szinte tökéletes állapotban került elő, köszönhetően a barlangra jellemző hűvös, száraz levegőnek és a rajta lévő vastag birkaürülék-rétegnek, amely légmentesen elzárta. Ugyanebből a barlangból nagy tárolóedények is előkerültek, melyekben jól megmaradt húst, árpát és őszibarackot, valamint sokféle ehető növényt találtak. A cipőből fű került elő; a régészek bizonytalanok abban, hogy a füvet arra a célra használták-e, hogy melegen tartsa a lábat a cipőben, vagy arra, hogy a cipő megtartsa formáját akkor is, amikor nincs a lábon. Ron Pinhasi, az ásatást vezető egyik régész nem tudta megállapítani, hogy a cipő férfié vagy nőé volt; bár mérete nagyjából a mai 37-es női cipőméretnek felel meg, egy abban a korban élt férfira is jó lehetett. A cipőfűzők szintén fennmaradtak.
Jelentős hasonlóságok állnak fenn az Areni-1 barlangból előkerült cipő és az Európa-szerte több helyről előkerült, egy darabból készült bőr-irha anyagú cipők kialakítása és készítési technikája között, ami azt sugallja, ezt a cipőtípust évezredeken át hordták egy elég kiterjedt, természeti körülményeit tekintve változatos területen. Pinhasi megállapítása szerint az Areni-1 cipő hasonlít az ír pampootie nevű cipőre, amelyet az Aran-szigeteken az 1950-es évekig hordtak. A cipő nagyban hasonlít a Balkán hagyományos cipőjére, az opanakra is, melyeket fesztiválokon még viselnek.
A cipő anyagát radiokarbonos kormeghatározással datálták oxfordi és kaliforniai laboratóriumokban, és megállapították, hogy i. e. 3500 körül készült, azaz pár száz évvel korábban, mint az Ötzi, a jégember lábán talált cipő, 400 évvel korábban, mint a Stonehenge-nél talált cipők, és 1000 évvel korábban, mint a gízai nagy piramisnál találtak.
Konzerválás után a cipőt az Örmény Történelmi Múzeum állítja ki.

## Fordítás
Ez a szócikk részben vagy egészben  az   Areni-1 shoe című angol Wikipédia-szócikk ezen változatának fordításán alapul.  Az eredeti cikk szerkesztőit annak laptörténete sorolja fel. Ez a jelzés csupán a megfogalmazás eredetét és a szerzői jogokat jelzi, nem szolgál a cikkben szereplő információk forrásmegjelöléseként.